# دولة بورما
دولة بورما (البورمية: ဗမာ) هي دولة دمية تابعة لإمبراطورية اليابان، تم إنشائها في عام 1943، أثناء الاحتلال الياباني لبورما في الحرب العالمية الثانية.